# ニーダーツィッセン
ニーダーツィッセン (独: Niederzissen)はドイツ連邦共和国 ラインラント＝プファルツ州アールヴァイラー郡にある町村で、ブロールタール連合自治体 (独: Verbandsgemeinde Brohltal) の行政庁所在地となっている。

## 経済とインフラストラクチャー
欧州自動車道路E31（アウトバーン 61）が南北に町内の東側を通っている。
またレーシングチームのザクスピードの所在地でもある。